# 叉脉寄生藤
叉脉寄生藤（学名：Dendrotrophe frutescens var. subquinquenervia）为檀香科寄生藤属下的一个变种。

## 扩展阅读
- 維基物種上的相關：叉脉寄生藤